# Chrząszczewo (Kamień Pomorski)
Chrząszczewo (deutsch Gristow) ist ein Dorf in der polnischen Woiwodschaft Westpommern. Es gehört zur Gmina Kamień Pomorski (Stadt- und Landgemeinde Cammin) im Powiat Kamieński (Camminer Kreis).

## Geographische Lage
Das Dorf liegt in Hinterpommern, auf der Insel Gristow, im Camminer Bodden, etwa 60 Kilometer nördlich von Stettin, drei Kilometer südwestlich der Stadt Kamień Pomorski (Cammin) und sieben Kilometer nordnordöstlich des Dorfs Sibin (Zebbin).

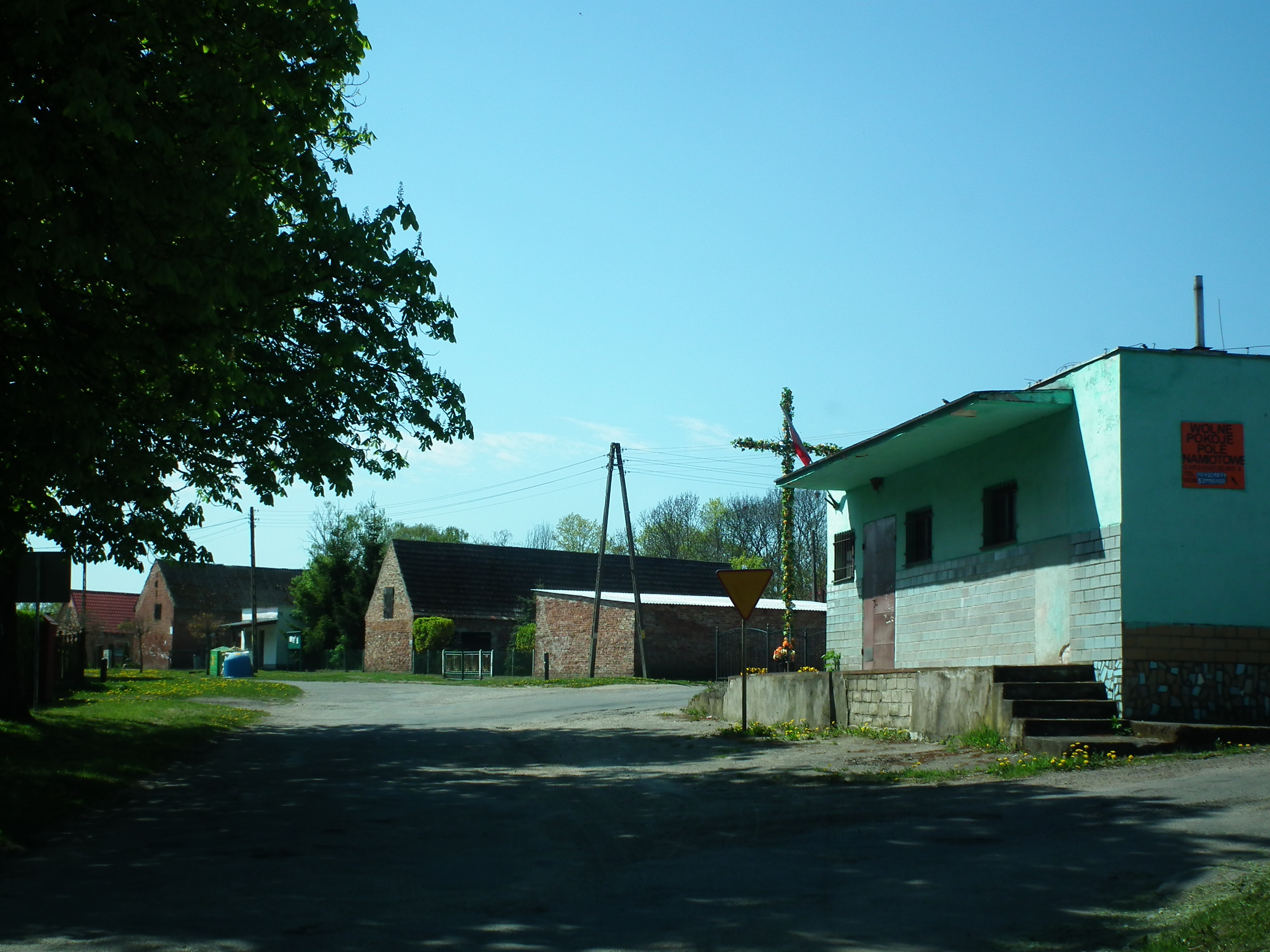
Dorfstraße (2016)

## Geschichte
Das Dorf Gristow, auf der Insel Gristow, mit zwei Windmühlen, hatte früher zum Domkapitel Cammin gehört. Nachdem das Domkapitel durch das Edikt vom 30. Oktober 1810 aufgehoben worden war, wurde Gristow dem Amt Cammin einverleibt.
Anfang der 1930er Jahre hatte die Gemarkung der Gemeinde Gristow eine Fläche von 8,1 km², und im Gemeindebezirk standen insgesamt 64 bewohnte Wohnhäuser an zwei verschiedenen Wohnstätten:
1. Gristow
2. Neu Gristow

Gristow hatte um 1935 einen Gasthof, eine Bäckerei, eine Mühle, eine Schmiede und eine Tischlerei.
Bis 1945 bildete Gristow eine Landgemeinde im Landkreis Cammin i. Pom. der preußischen Provinz Pommern des Deutschen Reichs. Die Gemeinde Gristow war Sitz des Amtsbezirks Gristow.
Gegen Ende des Zweiten Weltkriegs wurde die Region im Frühjahr 1945 von der Roten Armee besetzt. Nach Beendigung der Kampfhandlungen wurde Gristow zusammen mit dem Landkreis Cammin und ganz Hinterpommern seitens der sowjetischen Besatzungsmacht der Volksrepublik Polen zur Verwaltung überlassen. Danach begann die Zuwanderung polnischer Zivilisten. Gristow wurde unter der polonisierten Ortsbezeichnung ‚Chrząszczewo‘ verwaltet. In der Folgezeit wurde die einheimische Bevölkerung von der polnischen Administration aus Gristow und dem Kreisgebiet vertrieben.

### Demographie
| Jahr | Einwohner | Anmerkungen |
| ---- | --------- | --- |
| 1782 | –         | Dorf mit zwei Windmühlen, einem Freischulzenhof, elf Bauernstellen, zehn Kossäten, einem Schulmeister und 39 Feuerstellen (Haushaltungen), im Besitz des Domkapitel Cammin |
| 1818 | 178       | Dorf mit zwei Windmühlen, Ortschaft des ehemaligen Domkapitels Cammin |
| 1852 | 321       | Dorf |
| 1864 | 302       | am 3. Dezember |
| 1867 | 317       | am 3. Dezember |
| 1871 | 352       | am 1. Dezember, sämtlich Evangelische |
| 1885 | 410       | am 1. Dezember, sämtlich Evangelische |
| 1890 | 459       | am 1. Dezember |
| 1910 | 440       | am 1. Dezember |
| 1925 | 415       | darunter 366 Evangelische, aber keine Katholiken oder Juden (für die restlichen 49 Einwohner gibt es keine Angaben zur Konfession)                                         |
| 1933 | 382       | [ 16 ] |
| 1939 | 333       | [ 16 ] |

## Kirche
Die vor 1945 anwesende Dorfbevölkerung war mit seltenen Ausnahmefällen evangelisch und gehörten zum Kirchspiel St. Nikolai, Cammin i. Pom. Die Katholiken gehörten zum katholischen Kirchspiel Cammin i. Pomm.
Die seit 1945 zugewanderten polnischen Migranten und deren Nachfahren sind größtenteils römisch-katholisch.